# Alessandro Tonolli
Alessandro Tonolli (Caprino Veronese, 25. lipnja 1974.) talijanski je profesionalni košarkaš. Od početka profesionalne karijere igra za sadašnju Lottomaticu Rim. 

## Karijera
Karijeru je započeo u omladinskom pogonu Basket Brescije, a 1994. sa samo 20 godina odlazi u Virtus Romu. Ulogu kapetana preuzeo je 2000. godine, a iste godine osvojio je i talijanski superkup. U svojoj četrneastogodišnjoj karijeri u Virtus Romi, postavio je rekord lige kao igrač na najdužim stažem u jednom klubu. 

## Talijanska reprezentacija
Za talijansku košarkašku reprezentaciju sakupio je 57 nastupa, a na Mediteranskim igrama u Bariju 1997. osvojio je srebrnu medalju. 

## Vanjske poveznice
- Službena stranica
- Profil  Arhivirana inačica izvorne stranice od 29. travnja 2009. (Wayback Machine) na Lega Basket Serie A
- Profil na Virtus Roma